# 雅努什·帕夫沃夫斯基
雅努什·帕夫沃夫斯基（波蘭語：Janusz Pawłowski，1959年7月20日—），波兰男子柔道运动员。他曾代表波兰参加1980年和1988年夏季奥林匹克运动会柔道比赛，获得一枚银牌和一枚铜牌。